# Fusarium nurragi
Fusarium nurragi är en svampart som först beskrevs av Summerell & L.W. Burgess, och fick sitt nu gällande namn av Benyon, Summerell & L.W. Burgess 2000. Fusarium nurragi ingår i släktet Fusarium och familjen Nectriaceae.   Inga underarter finns listade i Catalogue of Life.